# Messerschmitt Me 410
Messerschmitt Bf 410 Hornisse (Bålgetingen) var ett tyskt attackflygplan och tungt jaktflygplan, som användes under andra världskriget. Planet togs fram som en ersättare till Messerschmitt Bf 110 och byggde på det misslyckade Me 210. Produktionen upphörde i augusti 1944 då man beslutade sig för att koncentrera Messerschmitts tillverkningsresurser på Bf 109G, totalt byggdes 1 160 stycken Me 410.
Zerstörergeschwader 26 och Zerstörergeschwader 76 använde Me 410 som tungt jaktplan framför allt för att angripa tunga bomplan från US Army Air Forces.
Den 11 april 1944 störtad efter beskjutning ett Me 410 i Sövde, båda flygarna dog och även en svensk soldat som befann sig vid nedslagsplatsen, på platsen avtäcktes 14 april 2024 en minnessten. 

## Varianter
Me 410 A

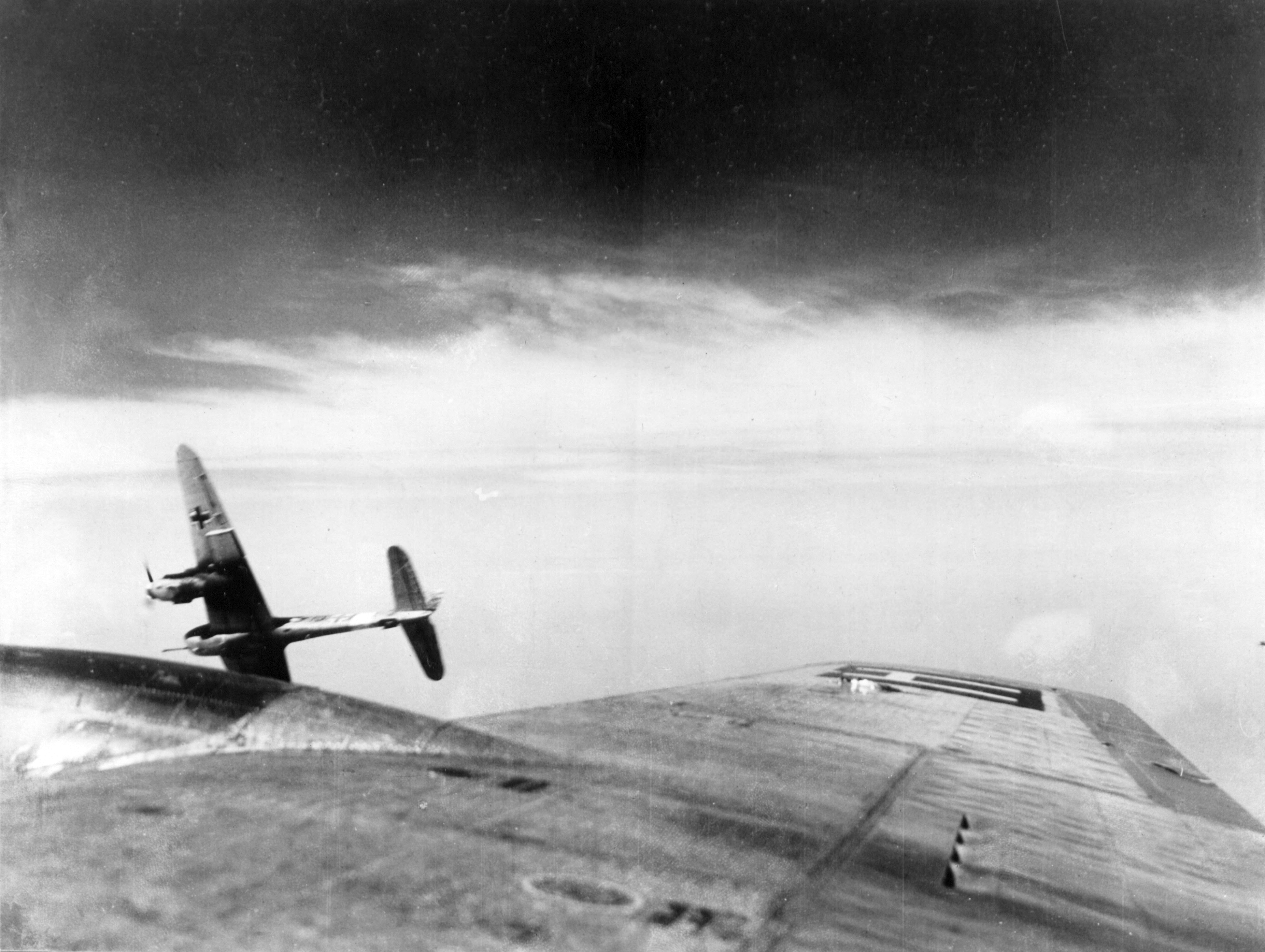
Me 410A-1/U4 med en BK 5 automatkanon viker undan efter ett anfall mot en B-17 tillhörande 388th Bomb Group

- A1 - Levererat som lätt bombplan men ett flertal Umrüst-Bausätze existerade.
  - U1 - Kamerautrustning monterad i vapenutrymmet.
  - U2 - 2 fasta 20 mm MG 151/20-kanoner i vapenutrymme på flygkroppens undersida
  - U4 - en BK 5 kanon monterad i vapenutrymmet med 21 skott för att förstöra tunga bombplan på långt håll.
- A2 - Planerat tungt jaktplan som aldrig kom att byggas då den tänkta beväpningen med två MK 108 kanoner inte blev klar i tid.
- A3 - långdistansspaningsplan med kamerautrustning och extra drivmedel. Började levereras i mindre antal till tre Fernaufklärungsgruppen varav en opererade på västfronten.

Me 410 B
Ursprungligen planerades serien att utrustas med en kraftigare motor - DB603G med effekten 1 900 hp vilket återkallades i början av 1944. MG 17 kulsprutorna i nosen byttes ut mot MG 131. 
- B1 - lätt bombplan
- B2 - tungt jaktplan
- B3 - långdistansspaningsplan med kamerautrustning och extra drivmedel
- B5 - torpedbärande fartygsattack - endast experimentstadium. Försedd med schackel under flygkroppen för att bära en torped. Kulsprutorna i nosen togs bort för att göra rum för en FuG 200 Hohentwiel radar.
- B6 - fartygsattack för närförsvar - endast experimentstadium
- B7 + B8 - långdistansspaningsplan med kamerautrustning och extra drivmedel - endast experimentstadium

Me 410 C Höghöjds spaningsplan med större vingspan, aldrig byggt.
Me 410 D

## Bevarade exemplar
Två Me 410 finns bevarade i dag:
- Me 410 A-1/U2 (W.Nr.420430)

Detta flygplan finns på RAF:s museum i Cosford. 
- Me 410 A-3 (W.Nr.10018, konverterad från Me 210)

Detta flygplan finns hos National Air and Space Museum och förvaras i väntan på restaurering vid Paul E. Garber Preservation, Restoration, and Storage Facility.